# Friedrichsdorf
Friedrichsdorf is een plaats in de Duitse deelstaat Hessen, gelegen in de Hochtaunuskreis.
Friedrichsdorf telt 25.528 inwoners.

## Geschiedenis
Het dorp Burgholzhausen was tot 1803 een rijksdorp.

## Stadsdelen

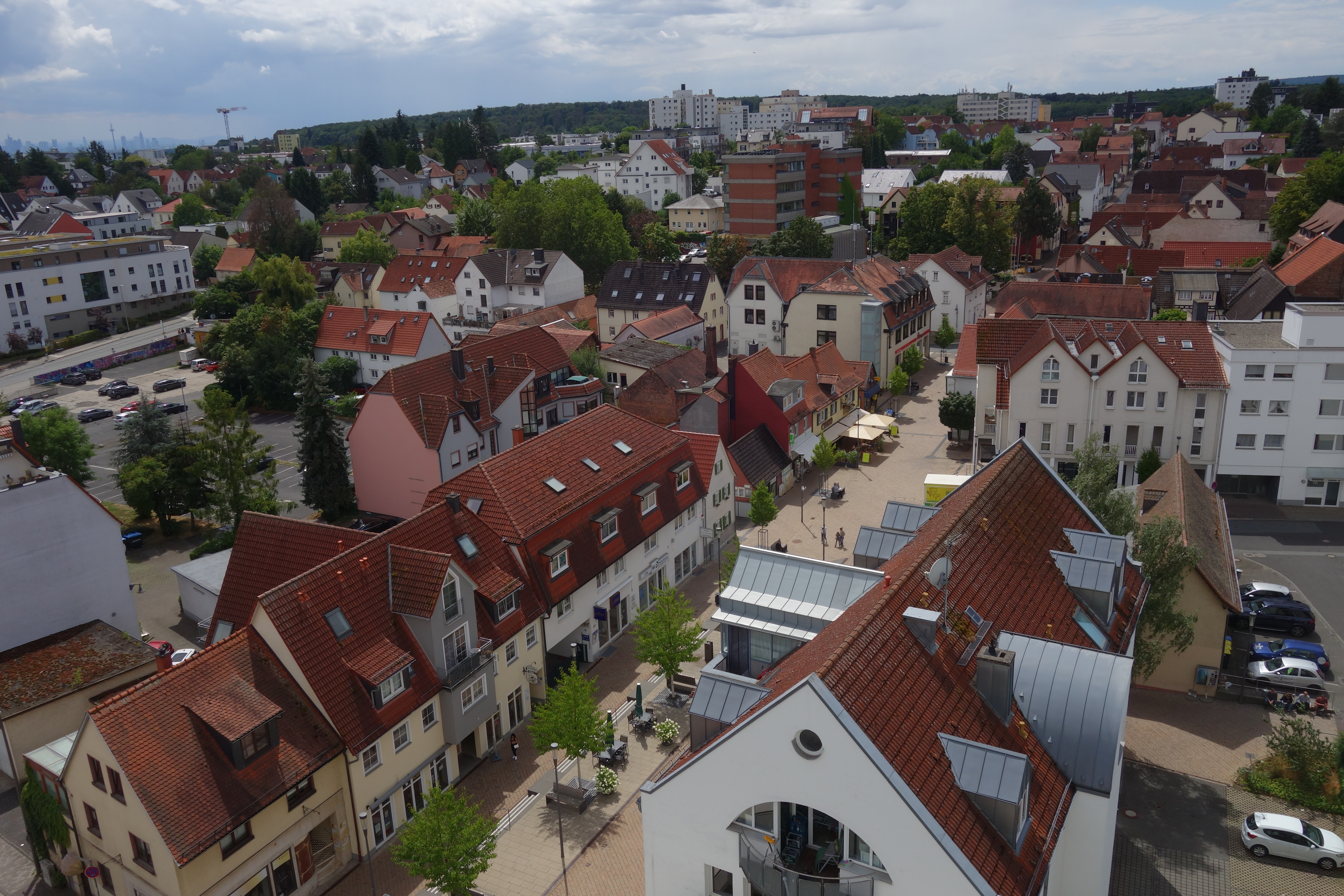
Zakendistrict

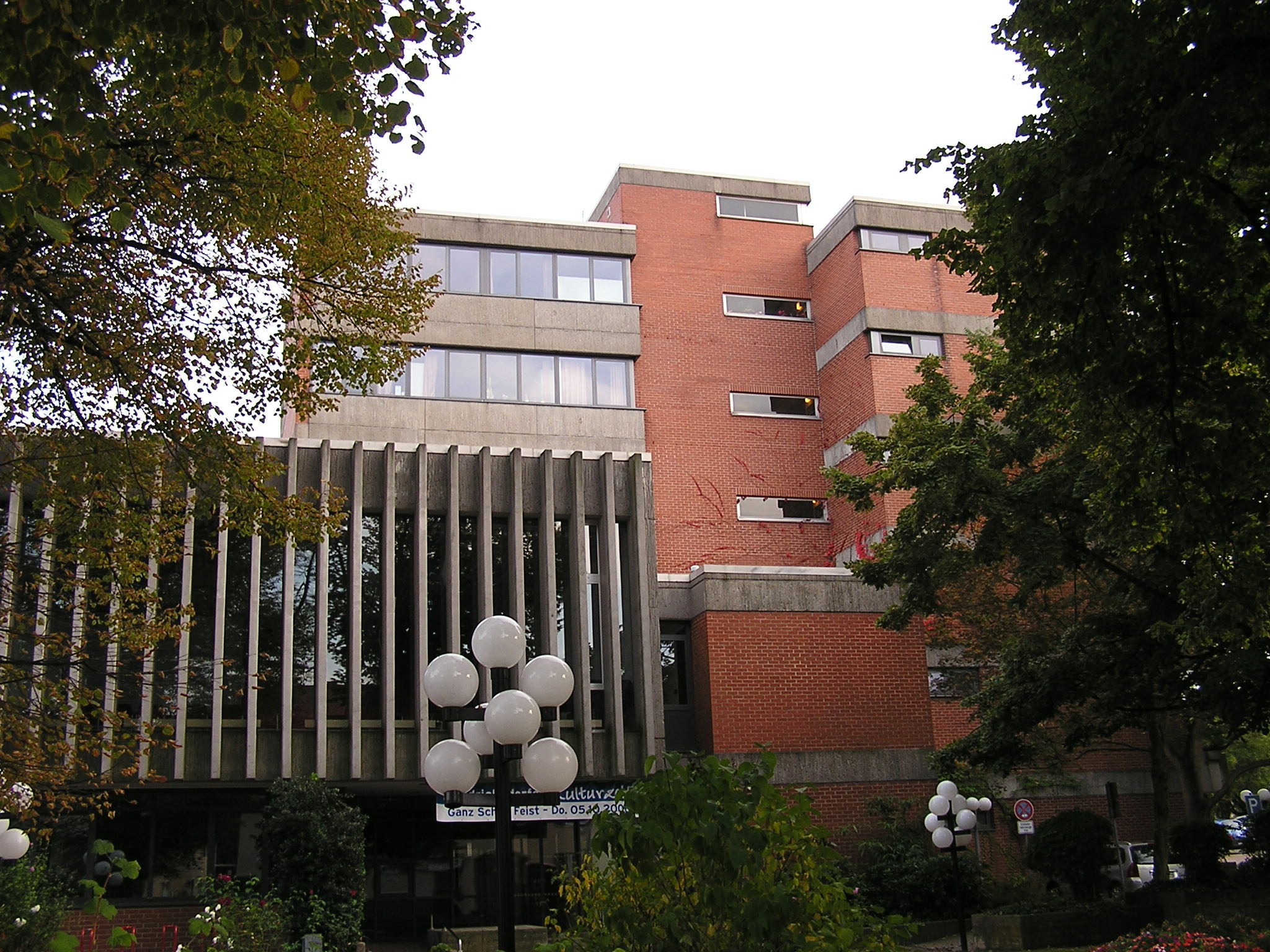
Raadshuis

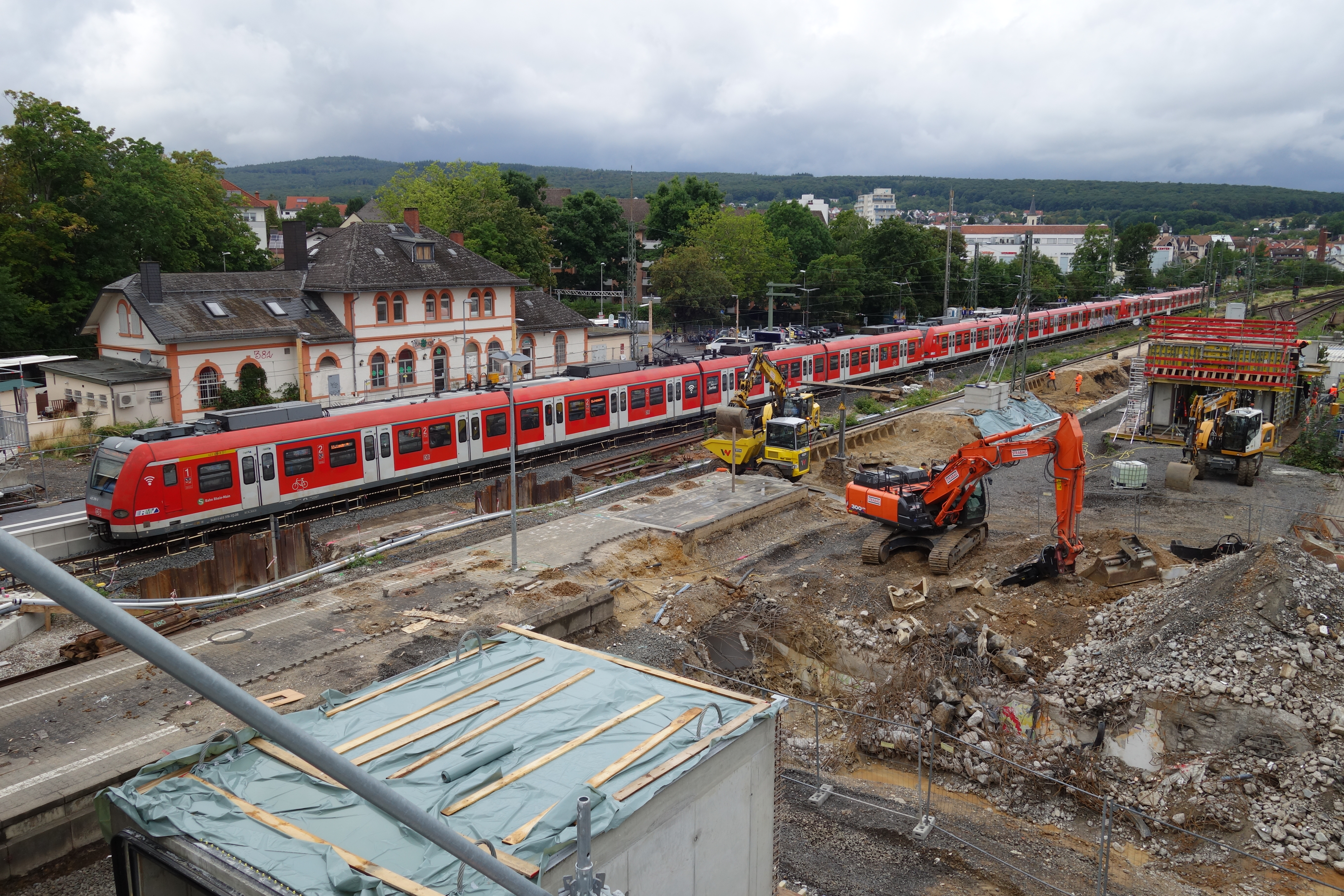
Station Friedrichsdorf tijdens de modernisering 2023 en trein van de S-Bahn Rhein-Main

- Burgholzhausen
- Köppern
- Seulberg

Bad Homburg vor der Höhe · Friedrichsdorf · Glashütten · Grävenwiesbach · Königstein im Taunus · Kronberg im Taunus · Neu-Anspach · Oberursel · Schmitten · Steinbach · Usingen · Wehrheim · Weilrod